# Типранавір
Типранаві́р (TPV) — синтетичний противірусний препарат з групи інгібіторів протеази для прийому всередину. Типранавір розроблений компанією Boehringer Ingelheim та випускається нею під торговельною маркою «Аптівус».

## Фармакологічні властивості
Типранавір — синтетичний противірусний препарат з групи інгібіторів протеази. Механізм дії препарату полягає у інгібуванні активного центру ферменту вірусу ВІЛ — протеази, порушенні утворення вірусного капсиду та пригнічує реплікацію вірусу ВІЛ з утворенням незрілих вірусних частинок, що не можуть інфікувати клітини організму. До типранавіру чутливі виключно віруси — ВІЛ-1 та ВІЛ-2 та нечутливі протеази людини та інших еукаріотів. У клінічній практиці застосовують переважно з ритонавіром.

### Фармакокінетика
Типранавір при прийомі всередину відносно повільно всмоктується, максимальна концентрація в крові досягається протягом 1—5 годин. Біодоступність препарату не досліджена, під час досліджень встановлено, що вживання типранавіру із жирною їжею підвищує біодоступність препарату. Немає даних за проникнення препарату через гематоенцефалічний бар'єр. Немає даних, чи проникає типранавір через плацентарний бар'єр та виділяється в грудне молоко. Препарат метаболізується в печінці, виводиться з організму переважно з калом, частково виводиться нирками у вигляді неактивних метаболітів. Період напіввиведення типранавіру становить 5,5—6 годин, цей час не змінюється при печінковій та нирковій недостатності.

## Показання до застосування
Типранавір застосовують для лікування ВІЛ-інфекції, що спричинює ВІЛ-1, у складі комбінованої терапії в дорослих та дітей при сумісному застосуванні з ритонавіром. Монотерапію препаратом не проводять у зв'язку з швидким розвитком резистентності вірусу ВІЛ до препарату.

## Побічна дія
При застосуванні типранавіру можливі наступні побічні ефекти:
- З боку шкірних покривів — часто висипання на шкірі (у жінок — до 13 %, у чоловіків — до 8 %); рідше спостерігають свербіж шкіри, алергічний дерматит, кропив'янка, герпетичні висипання, ліпогіпертрофія, ліпоатрофія.
- Алергічні реакції — нечасто задишка, грипоподібний синдром, гарячка, набряки, реакції гіперчутливості.
- З боку травної системи — часто нудота (5 %), діарея (4—10 %); рідше блювання, зниження апетиту, біль у животі, гастроезофагальний рефлюкс, метеоризм, гепатит, жовтяниця, жировий гепатоз, печінкова недостатність (у тому числі фульмінантний гепатит), панкреатит. Печінкова недостатність та медикаментозний гепатит частіше спостерігаються у хворих із коінфекцією гепатиту B або С.
- З боку нервової системи — часто головний біль, підвищена втомлюваність; рідше спостерігаються безсоння, сонливість, запаморочення, периферична нейропатія. Найважчим побічним ефектом з боку нервової системи є внутрішньочерепні кровотечі (іноді з летальним наслідком), які спостерігаються рідко. Причина розвитку кровотеч точно не встановлена, імовірною причиною цього побічного ефекту вважається пригнічення агрегації тромбоцитів.
- З боку опорно-рухового апарату — нечасто міалгії, судоми м'язів.
- З боку сечовидільної системи — іноді спостерігається ниркова недостатність.
- Інші побічні ефекти — описані випадки ліподистрофії, лактатацидозу, цукрового діабету, зневоднення, збільшення частоти кровотеч у хворих гемофілією.
- Зміни в лабораторних аналізах — часто підвищення активності амінотрансфераз (до 8 % — до значних ступенів) та гаммаглютамілтранспептидази (ГГТП), підвищення рівня білірубіну в крові; гіперхолестеринемія, гіпертригліцеридемія (до 31 %); спостерігались також анемія, нейтропенія, тромбоцитопенія, лейкопенія, гіперглікемія.

Під час проведення комбінованої антиретровірусної терапії у хворих зростає ймовірність лактатацидозу, остеонекрозу, гепатонекрозу. При проведенні ВААРТ у хворих зростає ймовірність розвитку серцево-судинних ускладнень, гіперглікемії та гіперлактемії. Під час проведення ВААРТ зростає ймовірність синдрому відновлення імунної системи із загостренням латентних інфекцій.

## Протипоказання
Типранавір протипоказаний при підвищеній чутливості до препарату, важкій та помірній печінковій недостатності, вагітності та годуванні грудьми. З обережністю препарат застосовується у хворих, інфікованих вірусами гепатиту B та гепатиту С. Препарат не рекомендується хворим молодшим 12 років та старшим 65 років. Під час прийому лопінавіру рекомендовано припинити годування грудьми. Препарат не рекомендується застосовувати разом із астемізолом, цизапридом, терфенадином, мідазоламом, пімозидом, бепридилом, аміодароном, алкалоїдами ріжків, пропафеноном, рифампіцином, симвастатином, ловастатином, лопінавіром, саквінавіром, силденафілом, сальметеролом, флутиказоном, препаратами звіробою.

## Форми випуску
Типранавір випускається у вигляді желатинових капсул по 0,25 г.